# 方智
方智（朝鮮語: 방지）は、中国唐の学者であり、朝鮮氏族の温陽方氏の始祖である。
中国唐の翰林学士として669年に羅唐同盟の文化使節として、新羅に九経をもたらし、その後、嘉猷県に定着した。